# 克拉拉·哈斯基尔
克拉拉·哈斯基尔（羅馬尼亞語：Clara Haskil，1895年1月7日—1960年12月7日），罗马尼亚钢琴家。

## 生平

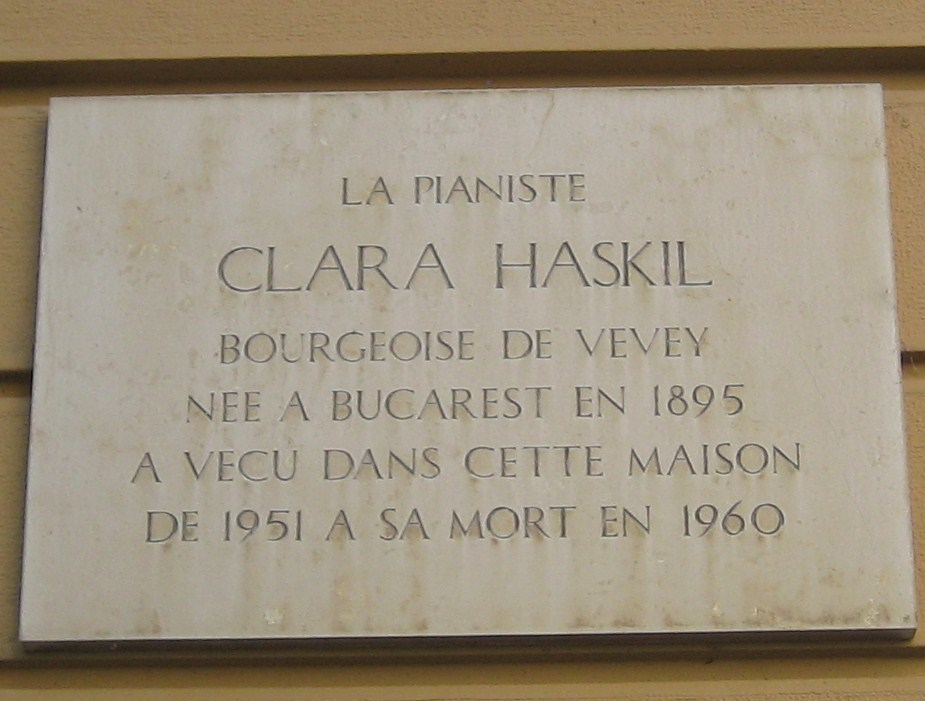
哈斯基尔故居的纪念牌匾（瑞士沃韦）

克拉拉·哈斯基尔出生于布加勒斯特的一个塞法迪犹太人家庭，三岁时随母亲开始学习钢琴，六岁时便进入布加勒斯特音乐学院。1902年，哈斯基尔被一位叔叔带到维也纳，在钢琴家安东·多尔面前演奏，随后被推荐给理查德·罗伯特（鲁道夫·塞尔金和乔治·塞尔的老师），还短暂的跟随费卢西奥·布索尼学琴。三年后被叔叔送往巴黎音乐学院，师从约瑟夫·莫潘、阿尔弗雷德·科尔托、拉扎尔·莱维等人，1909年和1910年，哈斯基尔分别在小提琴和钢琴专业以头名毕业（Premier Prix）。
毕业后，哈斯基尔在欧洲巡演，但是1914年开始就受严重的脊柱侧弯困扰，住院治疗了四年。在瑞士康复以后，她在巴黎重拾职业生涯，1924年到美国首演，1926年到英国首演。1927年起，哈斯基尔搬回巴黎和叔叔同住，她常与法国广播国家管弦乐团（现法国国家管弦乐团）合作演出，其妹妹珍妮也在该乐团当小提琴手。

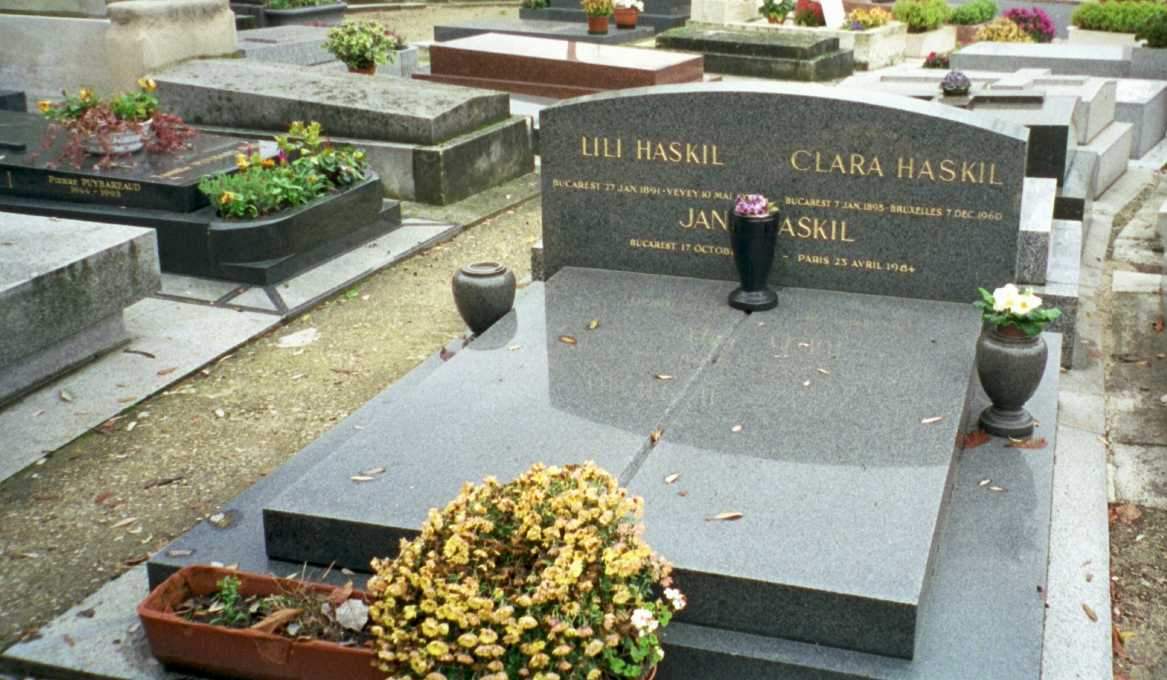
哈斯基尔的墓（巴黎蒙帕纳斯公墓）

虽然疾病缠身、极度怯场，加上欧洲的政治动荡，哈斯基尔还是于1930年代在瑞士、比利时和美国等地完成巡演。二战时，哈斯基尔先后逃亡至马赛和瑞士，战后返回巴黎。1949年，荷兰的一个艺术经纪人帮助她在荷兰安排音乐会和广播演出，哈斯基尔这才头一次摆脱经济上的困境，录制了首张唱片并购置钢琴。在1949年获得瑞士国籍后，她于1951至1960年在沃韦居住。虽然脊柱侧凸受伤并导致心肺并发症，哈斯基尔仍保持了活跃的演出，常和亚瑟·葛罗米欧、帕布罗·卡萨尔斯、安达·盖扎合作二重奏。和葛罗米欧在一次巴黎音乐会之后，两人都前往布鲁塞尔，抵达时哈斯基尔在车站楼梯上不幸坠伤，抢救不治，后来安葬于巴黎蒙帕纳斯公墓。
自1963年以来，克拉拉·哈斯基尔国际钢琴比赛每两年在沃韦举行一次。

## 作品節選

### 商業錄音
- (CD). 20世紀偉大鋼琴家（英语：Great Pianists of the 20th Century） 43. Philips Classics. 1998. 456 826-2.
- (CD). 20世紀偉大鋼琴家 44. Philips Classics. 1999. 456 829-2.

## 轶闻
- 查理·卓别林在1961年的一次电台采访中说，他一生中只见过三位天才：阿尔伯特·爱因斯坦、温斯顿·丘吉尔和克拉拉·哈斯基尔[4]。哈斯基尔为卓别林挑选了一架施坦威钢琴，卓别林的七个孩子都用此琴上了钢琴课。

## 外部連結
- 克拉拉·哈斯基尔的Discogs页面（英文）